# جولیا استگنر
جولیا استگنر (به انگلیسی: Julia Stegner) (زاده ۲ نوامبر ۱۹۸۴) مدل آلمانی است.